# Sigambra hanaokai
Sigambra hanaokai är en ringmaskart som först beskrevs av Kitamori 1960.  Sigambra hanaokai ingår i släktet Sigambra och familjen Pilargidae. Inga underarter finns listade i Catalogue of Life.